# Hege Bakken Wahlqvist
Hege Bakken Wahlquist (født 7. august 1992 i Lærdal) er en norsk håndboldspiller, der spiller for Silkeborg-Voel KFUM. Hun har tidligere optrådt for Glassverket IF og Sola HK i hjemlandet og TTH Holstebro i Danmark.
Hun har haft debut på det norske rekrutlandshold, som svarer til det danske udviklingslandshold.